# Topolin (powiat warszawski zachodni)
Topolin – wieś w Polsce położona w województwie mazowieckim, w powiecie warszawskim zachodnim, w gminie Stare Babice. Ma status sołectwa.
W latach 1975–1998 miejscowość należała administracyjnie do województwa warszawskiego.
Lokacja wsi miała miejsce w roku 1910.